# Освітній дизайн
Осві́тній диза́йн, навчальний дизайн, дизайн навчального середовища, педагогічний дизайн або дизайн навчання (англ. learning design, Instructional Systems Design, educational design, pedagogical design) — практика максимізації ефективності, дієвості й привабливості освіти та інших пов'язаних з цим аспектів навчання для школярів і студентів. Це включає плани і моделі навчання, спрямовані на досягнення цілей навчання унікальними способами. Розробка і опис координації та організації способів навчальної діяльності, які учні чи студенти виконують протягом навчального блоку (уроку, курсу, програми) для досягнення певних освітніх цілей, та інструментів і механізмів підтримки навчального процесу, називається освітнім дизайном.
Сом Наїду з Університету Мельбурну (2003) дає наступне коротке пояснення терміна «освітній дизайн» — проектування освітнього середовища, пов'язане з плануванням освітніх заходів, які прив'язані до досягнення конкретних, заздалегідь визначених результатів навчання.
Освітній дизайн є систематичним і рефлексійним процесом трансформації теоретичних основ навчання у підготовку проєктів готових навчальних матеріалів, видів діяльностей, джерел інформації та оцінювання навчальних досягнень.
Традиційні підходи до навчання, як правило, засновані на безпосередній передачі знань у системі суб'єктів «вчитель-учень», при цьому вирішальне значення для процесу навчання мають: читання, мислення, обговорення, дослідження, способи розв'язання проблем, виконання навчальних завдань. Нові тенденції в освіті зосереджені на розробці способів навчальної діяльності, які створюють та розвивають знання, навички і відносини між учасниками освітнього процесу при розв'язанні життєвих проблем, дискусій і співробітництва між учнями (студентами).
Таким чином, педагоги у процесі проєктування навчального середовища визначають зміст навчання, необхідні ресурси, послідовність вивчення тем, характеристики і обмеження середовища навчання. Два основних моменти — складання навчальних програм і організація навчального процесу в освітньому дизайні є особливо важливими, оскільки вони узгоджують можливості сучасних технологій з освітніми потребами учнів та студентів.

## Підтримка навчання
У досягненні високої ефективності навчальної діяльності важлива роль «посередника у навчанні» (вчителі, самі учні або комп'ютер з відповідним програмним забезпеченням). «Посередник» формулює завдання, забезпечує контекст і засоби їх виконання, надає допомогу учням у виконанні завдань та інформує про їхні результати. Способи навчальної діяльності, через які планується досягнення відповідних результатів (цілей навчання), повинні бути ретельно узгоджені та упорядковані відповідно до визначених педагогічних принципів.

## Цілі
Освітній дизайн це:
- підхід до організації процесу навчання, який призводить до збільшення навчального досвіду кожного учня чи студента;
- процес консультацій та підтримки, який полегшує складання навчальних планів;
- процес, який розширює попередній досвід викладання і розвинути фахові навички вчителя;
- процес перегляду існуючих навчальних курсів і вдосконалення методик їх викладання.

## Діяльність
Освітній дизайн не тільки займається з вибором відповідних цілей і матеріальних ресурсів, необхідних для організації навчального процесу — слід брати до уваги і організаційні форми занять (класи, навчальні групи, команди тощо).
При підготовці дизайну навчального середовища варто звернути увагу три види діяльностей:
- освітні завдання — пов'язані з вибором якісних завдань навчання — написання есе, виконання практичних та лабораторних робіт, підготовку структурованих обговорень і дискусій, діагностичних вправ, вирішення проблемних завдань, досліджень, виготовлення готових виробів тощо.
- навчальні посібники та ресурси — проєктування та управління навколишнім середовищем в якому відбувається навчання. Це включає книги, статті, тематичні дослідження, вебсайти, різні програмні продукти. У більш загальному випадку це може включати все — від паперу і ручок до підручників, комп'ютерів, інтернету та інформаційних джерел, які він пропонує.
- засоби для підтримки — ця сторона навчального дизайну приділяє більше уваги соціальному аспекту навчання, ніж просто увазі на фізичному середовищі. Хоча в завданнях освітнього дизайну не є встановлення певних соціальних відносин, він може (і повинен) створити умови для сприяння розвитку дружніх відносин усіх учасників навчання. До них належать плани, інструкції, процедури, інструкції.

## Необхідність індивідуального підходу
Використання як традиційних підходів, так і нових технологічних прийомів в освіті, викликало потребу в персоналізованому середовищі навчання, яке адаптоване до особливостей кожного учня чи студента. Відповідно до цього було розроблено адаптивні форми освітнього дизайну, які можуть забезпечити кожного суб'єкта навчального процесу освітнім контентом з урахуванням його запитів та індивідуальної освітньої траєкторії. Крім того, вони можуть бути повторно використані в різних класах, курсах і системах, дозволяючи викладачам використовувати раніше створені ними або їхніми колегами навчальні засоби, освітні проєкти чи їхні елементи в різних сценаріях навчання. Це дозволяє персоналізацію й адаптивне повторне використання навчальних матеріалів. В результаті, учні та студенти будуть взаємодіяти в освітньому середовищі, яке адаптоване до їх потреб та характеристик процесу навчання.
Існує необхідність в стандартизації та специфікації освітнього дизайну. Один з консорціумів електронного навчання — Instructional Management System Global Learning Consortium (IMS) надає такі специфікації. Метою освітнього дизайну є розробка навчальних одиниць, які семантично та формально підходить для інтерпретації комп'ютерами.